# Управление гневом (фильм)
«Управление гневом» (англ. Anger Management) — кинокомедия 2003 года режиссёра Питера Сигала. В главных ролях — Адам Сэндлер и Джек Николсон. Премьера фильма в США состоялась 11 апреля 2003 года, в России — 18 июня 2003 года.
Фильм получил смешанные отзывы кинокритиков. На сайте Rotten Tomatoes рейтинг составляет 42 %, на основании 193 рецензий критиков, со средней оценкой 5,2/10 . На Metacritic фильм оценён на 52 балла из 100 на основе 38 рецензий.
На основе фильма в 2012 году был выпущен одноимённый телесериал c Чарли Шином в главной роли. Герой Шина доктор Чарли Гудсон основан на персонаже Бадди Райделле в исполнении Джека Николсона.

## Сюжет
Клерк Дейв Базник обвинён в излишней агрессивности и приговорён к восстановительной программе, направленной на обучение управлению своими негативными эмоциями.
Во время прохождения этой программы Дейв обнаруживает, что его преподаватель, доктор Бадди Риделл, сам является психически неустойчивым человеком. И пока психолог пытается направить эмоции пациента в спокойное русло, Дейв начинает понимать, что теперь он и вправду всё лучше контролирует свой гнев.

## В ролях
| Актёр            | Роль                      |
| ---------------- | ------------------------- |
| Адам Сэндлер     | Дэйв Базник               |
| Джек Николсон    | доктор Бадди Райделл      |
| Мариса Томей     | Линда                     |
| Луис Гусман      | Лу                        |
| Джонатан Лоугрэн | Нэйт                      |
| Курт Фуллер      | Фрэнк Хэд                 |
| Криста Аллен     | Стэйси                    |
| Дженьюари Джонс  | Джина                     |
| Вуди Харрельсон  | Галаксия / охранник Гарри |
| Хизер Грэм       | Кендра                    |
| Стивен Данам     | метрдотель                |
| Кевин Нилон      | Сэм, адвокат Дэйва        |
| Джон Туртурро    | Чак                       |
| Джон Си Райли    | взрослый Арни Шенкман     |

В фильме приняли участие, сыграв в заключительной сцене на стадионе Yankee небольшие роли-камео, многие известные в Соединенных Штатах спортивные, культурные и политические деятели, в частности бывший мэр города Нью-Йорк и бывший кандидат в президенты США Руди Джулиани.